# Jone Vonu
Jone Vonu (15 januari 1984) is een voormalige Fijisch voetballer die bij voorkeur als middenvelder speelt.  
Op 19 november 2008 in de uitwedstrijd tegen Nieuw-Zeeland maakte Vonu zijn debuut voor Fiji voetbalelftal. Hij kwam in 46e minuut als een invaller voor Malakai Kainihewe, de wedstrijd werd gewonnen met 0-2. Dat was enige interland van Vonu.
Vonu beëindigde zijn voetbalcarrière in 2020.